# Selección de baloncesto de Corea del Sur
La selección de baloncesto de Corea del Sur es el equipo formado por jugadores de nacionalidad surcoreana que representa a la Asociación de Baloncesto de Corea del Sur en las competiciones internacionales organizadas por la Federación Internacional de Baloncesto (FIBA) o el Comité Olímpico Internacional (COI): los Juegos Olímpicos, la Copa Mundial de Baloncesto y el Campeonato FIBA Asia.
Según el número de medallas generales ganadas, Corea del Sur es una fuerza importante entre los equipos nacionales de FIBA Asia. En el Campeonato FIBA Asia, han ganado un récord de 25 medallas en la competición. Además, Corea del Sur sigue siendo el único país que se ha clasificado para todas las ediciones del torneo desde su creación en 1960. Mientras que a nivel mundial, Corea del Sur se ha clasificado para la Copa Mundial FIBA ocho veces a lo largo de su historia.

## Historial

### Copa Mundial
Resultado General: 29.º puesto
| Copa Mundial de Baloncesto |
| --- |
| - 1950: No calificó - 1954: No calificó - 1959: No calificó - 1963: No calificó - 1967: No calificó - 1970: 11° Lugar - 1974: No calificó - 1978: 13° Lugar - 1982: No calificó - 1986: 22° Lugar - 1990: 15° Lugar - 1994: 13° Lugar - 1998: 16° Lugar - 2002: No calificó - 2006: No calificó - 2010: No calificó - 2014: 23° Lugar - 2019: 26° Lugar - 2023: No calificó - 2027: TBD |

### Juegos Olímpicos
| Baloncesto en los Juegos Olímpicos |
| --- |
| - Berlín 1936: No calificó - Londres 1948: 8° Lugar - Helsinki 1952: No calificó - Melbourne 1956: 14° Lugar - Roma 1960: No calificó - Tokio 1964: 16° Lugar - México 1968: 14° Lugar - Múnich 1972: No calificó - Montreal 1976: No calificó - Moscú 1980: No calificó - Los Ángeles 1984: No calificó - Seúl 1988: 9° Lugar - Barcelona 1992: No calificó - Atlanta 1996: 12° Lugar - Sídney 2000: No calificó - Atenas 2004: No calificó - Pekín 2008: No calificó - Londres 2012: No calificó - Río 2016: No calificó - Tokio 2020: No calificó - París 2024: No calificó |

### Campeonato FIBA Asia
| Campeonato FIBA Asia | Campeonato FIBA Asia | Campeonato FIBA Asia | Campeonato FIBA Asia | Campeonato FIBA Asia | Campeonato FIBA Asia |
| -------------------- | -------------------- | -------------------- | -------------------- | -------------------- | -------------------- |
| - 1960: 4° Lugar     |                      | - 1983:              |                      | - 2005: 4° Lugar     |                      |
| - 1963:              |                      | - 1985:              |                      | - 2007:              |                      |
| - 1965:              |                      | - 1987:              |                      | - 2009: 7° Lugar     |                      |
| - 1967:              |                      | - 1989:              |                      | - 2011:              |                      |
| - 1969:              |                      | - 1991:              |                      | - 2013:              |                      |
| - 1971:              |                      | - 1993:              |                      | - 2015: 6° Lugar     |                      |
| - 1973:              |                      | - 1995:              |                      | - 2017:              |                      |
| - 1975:              |                      | - 1997:              |                      | - 2022: 6° Lugar     |                      |
| - 1977:              |                      | - 1999:              |                      | - 2025: ?            |                      |
| - 1979:              |                      | - 2001:              |                      |                      |                      |
| - 1981:              |                      | - 2003:              |                      |                      |                      |

## Palmarés
- Campeonato FIBA Asia:
  -   Campeón (2): 1969, 1997
  -  Subcampeón (11): 1967, 1973, 1977, 1981, 1985, 1987, 1989, 1991, 1995, 1999, 2003
  -  Tercer lugar (12): 1963, 1965, 1971, 1975, 1979, 1983, 1993, 2001, 2007, 2011, 2013, 2017

- Juegos Asiáticos:
  -   Campeón (4): 1970, 1982, 2002, 2014
  -  Subcampeón (6): 1974, 1978, 1986, 1994, 1998, 2010
  -  Tercer lugar (4): 1962, 1966, 1990, 2018

- Juegos de Asia Oriental:
  -   Campeón (1): 2009
  -  Subcampeón (5): 1993, 1997, 2001, 2005, 2017
  -  Tercer lugar (1): 2013

- Copa William Jones:
  -   Campeón (1): 1999
  -  Subcampeón (7): 1978, 1986, 2000, 2001, 2011, 2016, 2019
  -  Tercer lugar (6): 1988, 1991, 1998, 2013, 2017, 2018

- Campeonato de Baloncesto de Asia Oriental:
  -   Campeón (3): 2009, 2011, 2013
  -  Subcampeón (1): 2017

- FIBA Asia Challenge:
  -  Subcampeón (2): 2004, 2015